# SOUL (漫画)
『SOUL』（ソウル）は、猿渡哲也による日本の漫画。『週刊ヤングジャンプ』（集英社）にて連載された。副題は「SUPER VIOLENCE FIGHT」。

## あらすじ
社会の進歩と発展に伴い、増加の一途を辿る凶悪犯罪に国家警察が無力となった1993年。それから5年後、政府は無法者同士の共倒れを目論んで「都心」を「開放区」とする方針を決定。人は開放区を犯罪小国家「インフェルノ・シティー」と呼んだ。

## 登場人物
リョウ
主人公。インフェルノ・シティーにおいてジョージと共にストリートファイトで生計を立てている青年。天性のボクシングの技術で悪漢と戦う。生後、数時間でコインロッカーに捨てられ死の恐怖と闘う経験をする。そのため戦闘中、全裸になると闘争本能が呼び醒まされ凄まじいパワーを発揮する。普段はロングコートを着用し、稼いだ現金を裏地に貼り付けている。
ジョージ
アフリカ系アメリカ人。リョウと行動を共にするマネージャー的存在。護身用にショットガンを持っているが抑止的に用いやたらと発砲はしない。
ロッド
リョウ、ジョージと出会い行動を共にする浮浪児。生意気で狡猾、スリや盗みで無法地帯を生き抜いる。子供ながら煙草もふかす。過去に悪党・ゾッドに両親を殺されている。
ザウルス（１～3話）
開放区Ｂブロックを暴力で支配する凶悪殺人集団「マッド・ハンターズ」のボス。２メートルをゆうに超える巨体で筋肉は弾丸さえ止める。ヘアースタイルは逆モヒカン。300人以上をいたぶり殺し、悲鳴を聞きながら肉を叩き血を舐めるとエクスタシー感じる。全裸になったリョウにKOされ、動けなくなったところに住民の復讐リンチを受け殺害された。
ゾッド
開放区の繁華街Dブロックにある高級レストラン「ZOD」のオーナー。背の低さにコンプレックスを抱いており、侮辱されると髪を逆立て激昂し見境なく人を殺す。インフェルノ・シティーを支配する秘密組織「OSA」のメンバーで逆らう者は残忍な拷問でなぶり殺しにする。小太りで中年男性のような容姿だが、実は女性である。
シンバ
ゾッドのボディガード。屈強な巨体にスキンヘッド、大きな鼻輪をつけ頭頂部にSEXの文字タトゥーを刻む。アフリカ出身でライオンやヒョウを倒す程身体能力が高く、巨体からは想像出来ないスピードとジャンプ力を持つ。ゾッドの拷問から両手の小指を引きちぎって脱出したリョウと対決するが、パンチ2発でアゴを外され開いた口の中に延髄まで打ち抜くストレートを叩き込まれKOされた。
マヤ
開放区Fブロックで診療所を営む女医で美貌の持ち主。凶弾に倒れたリョウに自身の血液を抜きながら輸血し銃弾摘出手術を行う離れ業もこなす。
サムソン・ブリューワー
元プロボクシングの英雄でマヤのボディガード。恩人の娘マヤを養うため闇ボクシング興行に出場している。オープン・エリア スーパー・ヘビー王者。23戦無敗。
ジール
開放区Fブロックの支配者。ゾッドの兄。中性的な容姿の男性で、強く美しいものしか好まない。ニシキヘビを美の象徴とし普段身に巻きつけている。妹のゾッドの事は穢らわしく思っており1メートル以上接近する事を許さない。
ハンス
ジールの支配下にある闇ボクシング選手。フェンサイクロダインという薬物の作用で人体の限界を超え、あらゆるダメージに痛みを感じず威力を増した狂拳で敵が肉片となるまで攻撃を止めない殺人機械と化してる。サムソンのパンチで胸板を打ち破られても死なずに反撃、ラフファイトの末サムソンを瀕死の状態にした。

## 書籍情報
ヤングジャンプコミックス、ヤングジャンプコミックスセレクションよりそれぞれ全4巻が発売された（いずれも絶版。現在はヤングジャンプコミックスセレクション版が電子書籍化）。最終巻には特別読切『あの娘はヘッド』（ヤングジャンプコミックス版）、『男純情恋歌』（ヤングジャンプコミックスセレクション版）が収録されている。
- 猿渡哲也『SOUL』 集英社〈ヤングジャンプ・コミックス〉、全4巻
  1. 1996年6月24日発行 ISBN
  2. 1996年7月24日発行 ISBN
  3. 1996年8月26日発行 ISBN
  4. 1996年9月24日発行 ISBN